# Ostrý Kameň
Ostrý Kameň je zřícenina hradu v nadmořské výšce 576 metrů u obce Buková v okrese Trnava. Nachází se na strmém ostrohu Záruba, nejvyššího vrchu Malých Karpat. Byl to pohraniční hrad postavený na ochranu České cesty ve třináctém století. Po poškození za Rákócziho povstání se hrad změnil na zříceninu.

## Dějiny
První písemná zmínka o hradu pochází z roku 1363. Jeho založení někdy bývá kladeno již do třináctého století, ale tuto hypotézu podporuje jediná nejasná zmínka. Stavební dispozicí odpovídá hradům budovaným na přelomu třináctého a čtrnáctého století. Jako jeden z pohraničních hradů, střežících západní hranice Uherska, měl úkol chránit dálkovou obchodní cestu z Budína přes Malé Karpaty do českých zemí, která je všeobecně známá jako Česká cesta.[zdroj?] Jméno hradu je zřejmě odvozeno od tvaru skály, na které je postaven. Zmínka z roku 1366, podle které jej daroval král Mikulášovi ze Seče, se vztahuje ke stejnojmennému hradu v Boršódské župě. Koncem čtrnáctého století jej dostal donací krále Zikmunda známý vévoda Stibor ze Stibořic. Také patřil Kegelevičům, Turzům, Forgáčům a od patnáctého století i hrabatům ze Svatého Jura a Pezinku. V šestnáctém století patřil Czoborům spolu i s feudálním panstvím, které k němu příslušelo, ale od roku 1554 vlastnili čtvrtinové podíly hradu Bakičové a Révaiové. V roce 1704 se v okolí hradu odehrála velká kurucká bitva, při níž byl pravděpodobně poškozen i hrad. Česká cesta v té době vedla už přes Bratislavu a hrad ztratil svou funkci. Koncem osmnáctého století získali hrad i panství do dědičné držby Pálffyové, kteří přenesli sídlo panství z hradu do městečka Moravský Svätý Ján. Od toho času hrad pustl a zůstaly z něj jen zříceniny.

## Exteriér
Gotický hrad vznikl na konci strmého horského hřebene, od kterého ho odděluje příkop vysekaný do skály. Skládal se z obytného paláce a hranolové věže. Budovy byly rozšířeny v polovině patnáctého století směrem na severozápad. Nové předhradí ze šestnáctého století sloužilo většinou hospodářským účelům. Byla zde pekárna a byty pro hradní personál. Hospodářské budovy byly podsklepeny a stála zde i kaple. Na horní hrad se soustředila stráž, věž sloužila k pozorování. Kromě toho zde byla i cisterna na vodu, kuchyň a věznice. Celý hradní areál ohrazovaly vysoké zdi posílené na nárožích baštami. Šíjové příkopy chránily mohutný objekt zabezpečující obranu ze strany možného útoku. Hrad měl pravděpodobně vysunutou pozorovací věž na hřebeni, z níž bylo vidět nejen Plavecký hrad, ale i Korlátka a Branč. Hrad ztratil svou strážní funkci přesunem České cesty. I časté soudní spory, které se vedly mezi vlastníky, přispěly k jeho zániku, a tak se od osmnáctého století postupně rozpadá.
Zřícenina je kompozičně pevně spjata s vápencovým podložím, kamenné zdivo a zbytky někdejších zdí paláců, hospodářských staveb a bašt vyrůstají z členitého podloží. Renesanční zdvojená konzola, klíčová střílna a boční ostění jsou jedny z mála dochovaných architektonických článků.

## Galerie

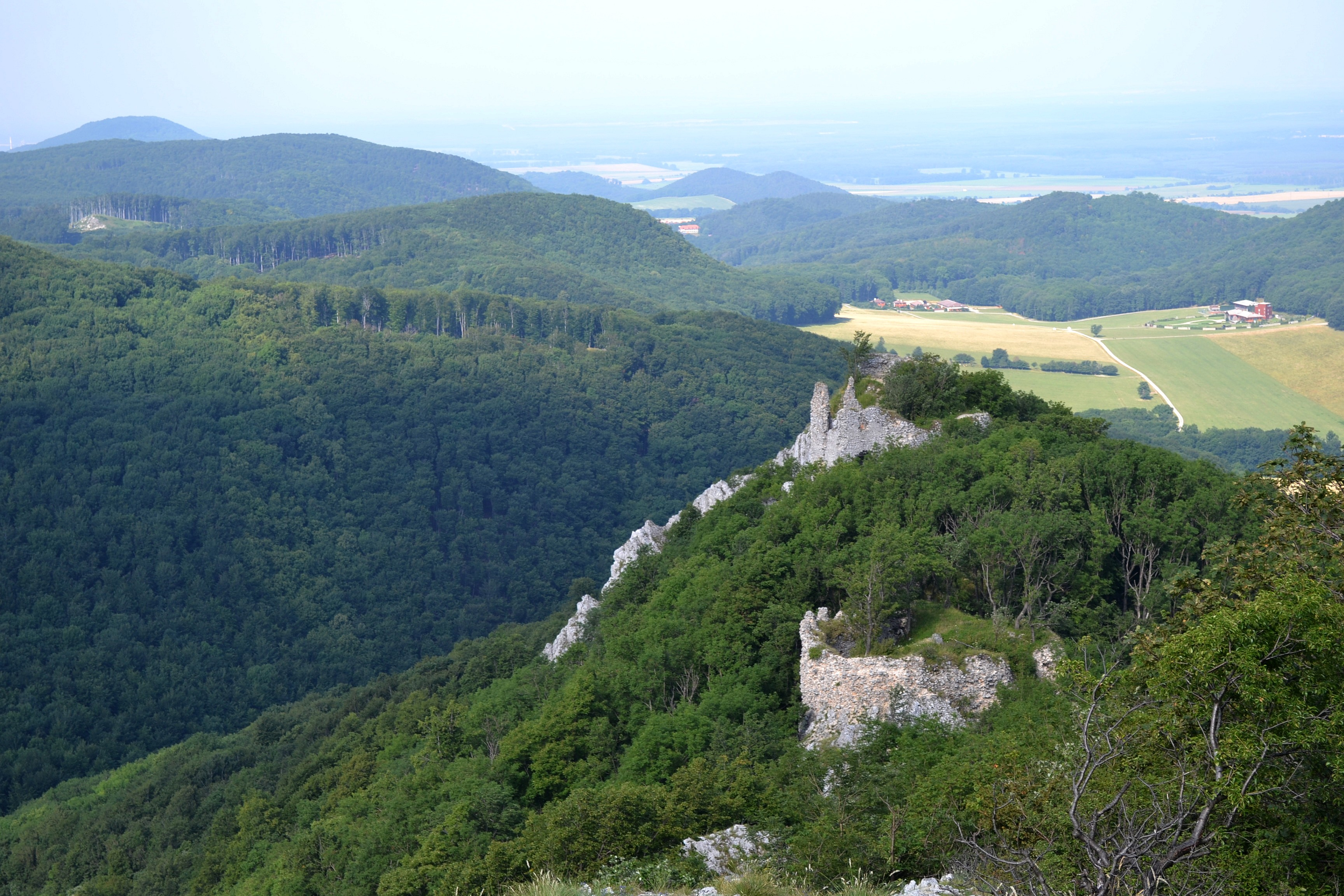
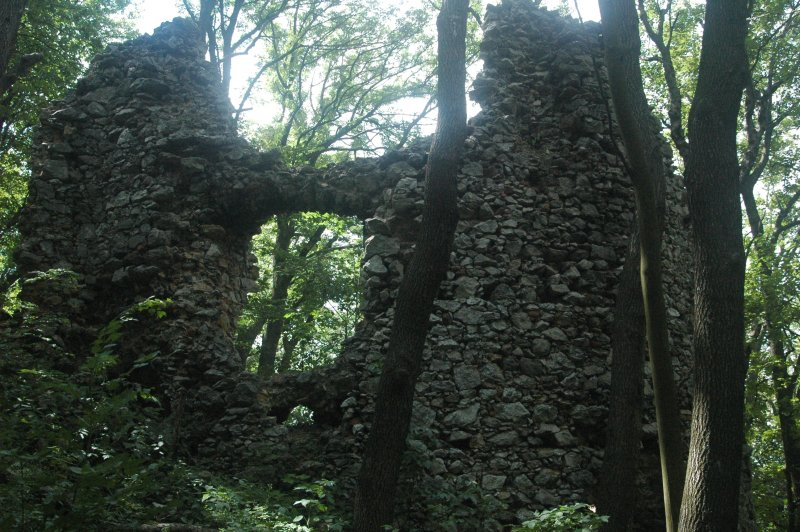
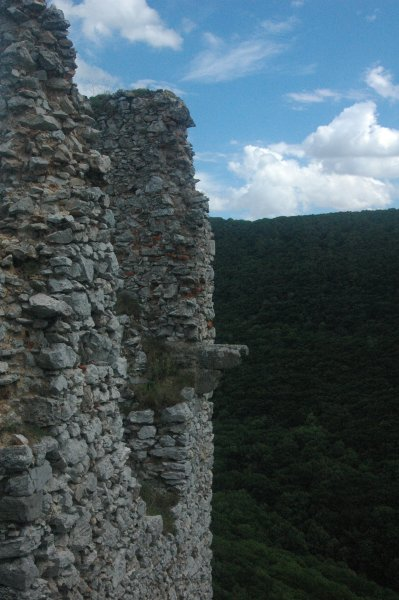
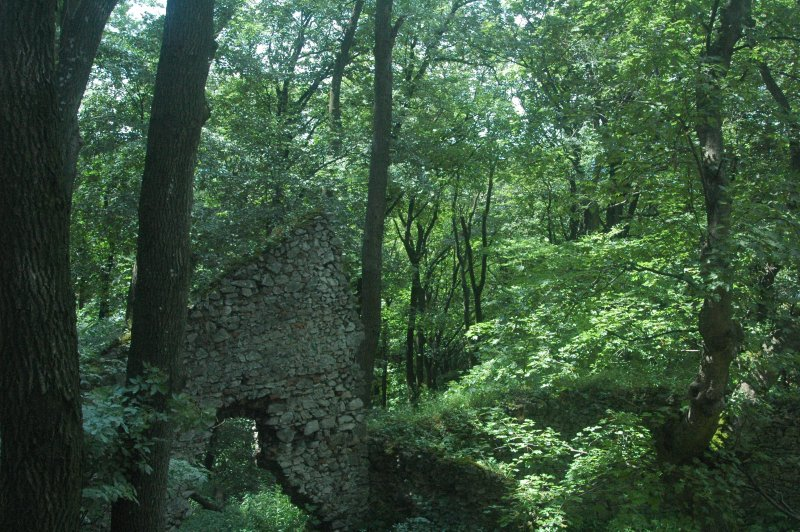
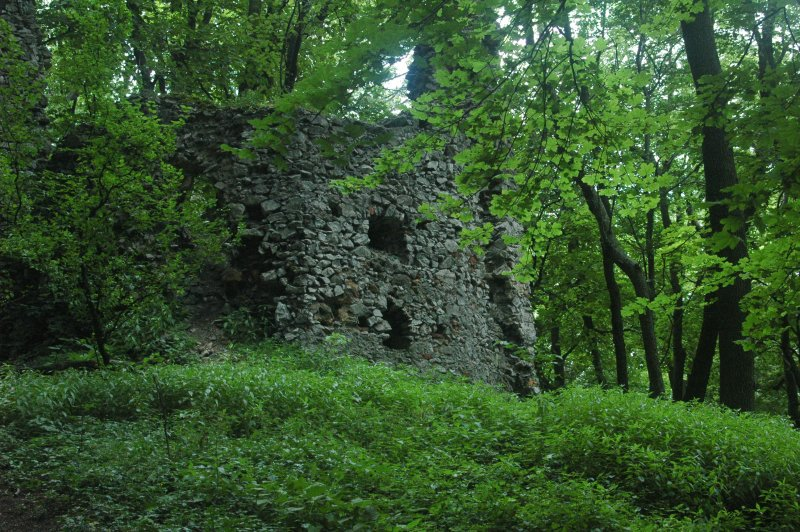
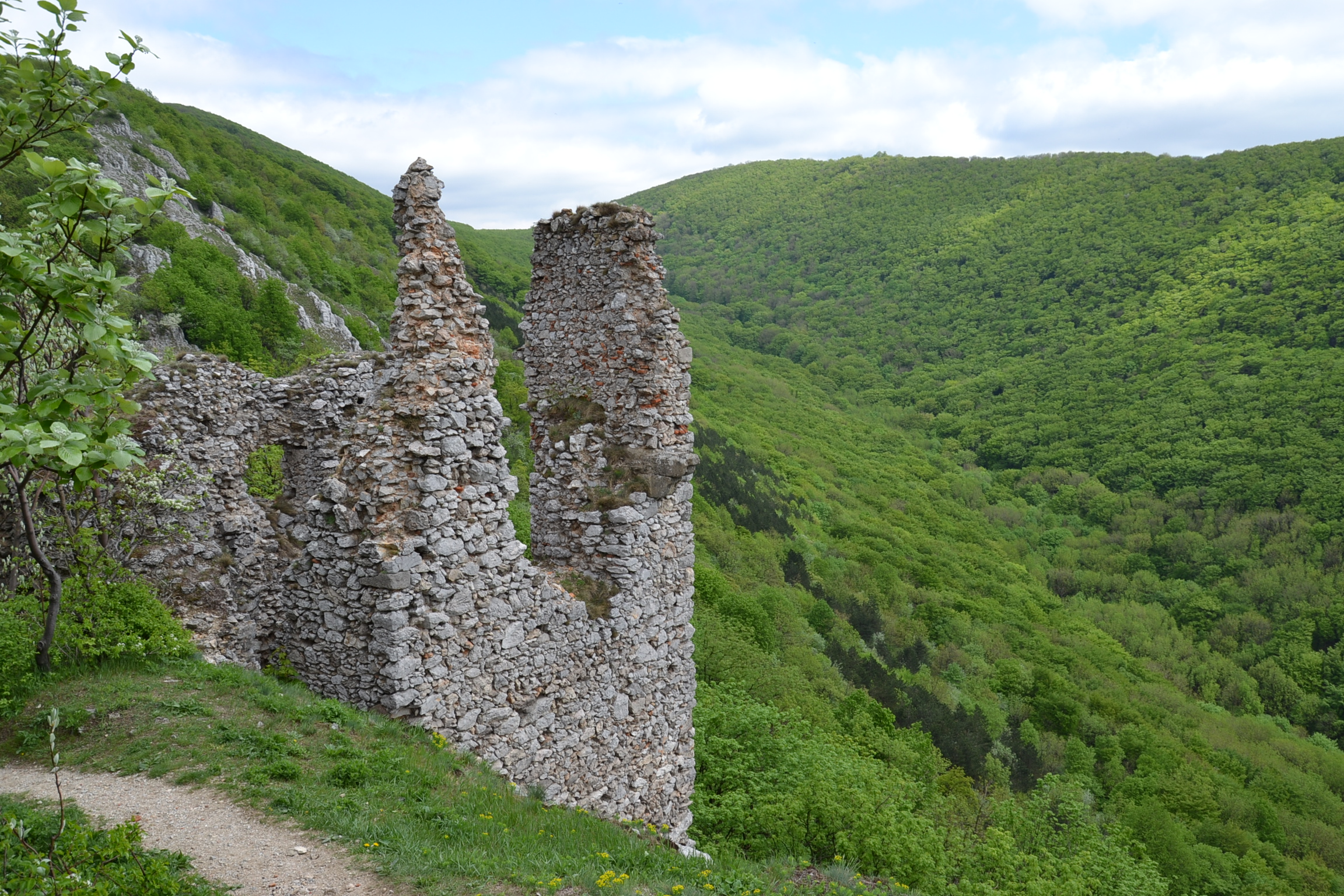